# 무라세 아유무
무라세 아유무(일본어: 村瀬 歩 むらせ あゆむ[*], 1988년 12월 14일 ~ )는 일본의 남자 성우이다. 미국 로스앤젤레스 출신. 아스타 나인 개인 소속사 (무라세 아유무는 예명이라고 한다. 성은 무라세로 동일)
(2023년 5월1일로 아스타 나인 개인 소속사를 차렸다.)

## 작품
- 하이큐!! - 히나타 쇼요
- 극장판 하이큐!! 쓰레기장의 결전 - 히나타 쇼요
- 괴도 조커 - 조커(잭)
- 앙상블 스타즈! - 히메미야 토리
- 쌍성의 음양사 - 이지카 유우토
- 테이스티 사가 - 샤오롱바오
- 악마에 입문했습니다! 이루마 군 - 스즈키 이루마
- 야리칭☆비치부 - 야구치 쿄스케
- 코드 기아스 부활의 를르슈 - 샤리오
- 표류단지 - 놋포
- 극장판 여성향 게임의 파멸 플래그밖에 없는 악역 영애로 환생해버렸다... - 쿠미트
- 극장판 오버로드 칠흑의 영웅 - 엔피레아 발레아레 윙
- 극장판 프리큐어 올스타즈 F - 큐어 윙